# Linia U1 metra w Monachium
Linia U1 metra w Monachium - linia metra w Monachium o długości 12 km i posiadająca 15 stacji. Biegnie od stacji Olympia-Einkaufszentrum w Moosach do Mangfallplatz w Giesing w kierunku północ-południe. Należy do drugiej linii miejskiej.